# Mangrop
Mangrop fou un estat tributari protegit, una thikana concedida en jagir pel maharana de Mewar, Pratap Singh I, a un dels seus fills (el onzè, Puran Mal) inici d'una branca de nobles sisòdia del clan Purawat. El títol que portaven era el de baba i modernament van obtenir el de maharaj.

## Llista de sobirans
- 1. Baba PURAN MAL
- 2. Baba NATH SINGH
- 3. Baba MAHESH DAS
- 4. Baba JASWANT SINGH
- 5. Baba RATAN SINGH
- 6. Baba BHAWANI SINGH
- 7. Baba BISHAN SINGH
- 8. Baba BIRAD SINGH
- 9. Baba MARYAD SINGH
- 10. Baba GIRWAR SINGH
- 11. Baba RANJIT SINGH
- 12. Maharaj ISHRI SINGH
- 13. Maharaj BHUPAL SINGH
- 14. Maharaj NAHAR SINGH